# أغسطس غاريت
أغسطس غاريت (بالإنجليزية: Augustus Garrett)‏ هو سياسي أمريكي، ولد في 1801 في نيويورك في الولايات المتحدة، وتوفي في 30 نوفمبر 1848 في شيكاغو في الولايات المتحدة بسبب نوبة قلبية. حزبياً، نشط في الحزب الديمقراطي. وقد انتخب عمدة شيكاغو ‏.